# Bundesstraße 498
Pour les articles homonymes, voir Route 498.
La Bundesstraße 498 est une Bundesstraße du Land de Basse-Saxe.

## Géographie
Le B 498 bifurque initialement dans la zone urbaine de Goslar à l'ouest de Sudmerberg comme sortie de la Bundesstraße 6, qui fut agrandie pour ressembler à une autoroute. Après quelques centaines de mètres, la "Okerstraße" bifurque vers l'ouest et rejoint la Bundesstraße 82. Jusqu'en 1987, au lieu de la B 498, la B 6 allait d'ici à Bad Harzburg. Peu de temps après être entré dans le district d'Oker, la route fédérale appelée "Im Schleeke" s'étend sur environ 2 km entre l'usine H.C. Starck au sud et le Sudmerberg au nord avec son mât émetteur distinctif. La B 498 passe ensuite sous le nom de "Bahnhofstraße" devant la gare d'Oker et passe sous les lignes de chemin de fer de Vienenburg à Goslar et Bad Harzburg à Oker avant que l'ancienne B 6 ne bifurque vers l'est au rond-point juste avant les montagnes du Harz en tant que L 501 vers Göttingerode.
La B 498 suit ensuite le cours de l'Oker dans le Haut-Harz et traverse la vallée profondément encaissée de l'Oker, avec des pentes jusqu'à 300 m de haut à partir du niveau de l'Oker. La route principale passe le Kästeklippe (605 m d'altitude) et la cascade Romkerhall et après environ 7 km atteint le barrage de l'Okertal. La route vers Schulenberg im Oberharz et Clausthal-Zellerfeld bifurque avant que la B 498 ne traverse le barrage sur un pont et suive son cours sur 4 km supplémentaires. Ensuite, Altenau est traversé avec une connexion à Torfhaus (850 m d'altitude) à environ 8 km.
Au Sperberhaier Dammhaus, la B 498 partage un court parcours avec la Bundesstraße 242 (Harzhochstraße) entre Clausthal-Zellerfeld et Braunlage-Oderbrück, mais tourne ensuite vers le sud. La B 498 traverse le barrage, longe le barrage de Söse et quitte le Harz peu avant d'atteindre Osterode am Harz, où elle se termine au croisement avec la Bundesstraße 241.

## Histoire
La section la plus au nord entre la B 6 et la Wolfenbütteler Straße fait partie d'une ancienne route importante, la Halberstädter Heerstraße. Elle est établie depuis le XIe siècle et est utilisé par les commerçants entre les villes de Goslar et Halberstadt/Quedlinburg jusqu'à l'époque de la guerre de Trente Ans. Son nom a été conservé plus à l'est avec la Halberstädter Strasse.
De 1856 à 1861, la section entre l'Oker et le Großen Birkental est construite avec beaucoup d'efforts afin de faciliter le trafic dans les montagnes du Harz et en particulier le transport du bois. Quelques années plus tard, le Romkerhall est fondé et la cascade aménagée. Avec la construction de la future B 498, le transport fluvial sur l'Oker, qui est effectué à partir de 1542, prend fin en 1865.
La Bundesstraße 498 498 est créée le 1er janvier 1967 pour améliorer le réseau routier fédéral, probablement pour mieux développer les zones situées en face de la frontière intérieure allemande.
Le B 498 commence à l'origine à Oker sur ce qui était alors le B 6. Lorsqu'elle est déplacée vers le B 6n en 1983, la B 498 est déplacée vers l'ancien parcours de la B 6, ce qui signifie qu'elle est maintenant doublement connectée à la B 241.
En 2011, la jonction avec la Harzburger Straße (ancienne B 6) est transformée en îlot de circulation et libérée en décembre 2011.
En août 2017, une installation LED aux couleurs de l'arc-en-ciel est installée sous le passage souterrain ferroviaire sur le côté de la route en direction de Goslar. Le financement vient de la ville de Goslar ainsi que de sponsors.

## Source
- (de) Cet article est partiellement ou en totalité issu de l’article de Wikipédia en allemand intitulé « Bundesstraße 498 » (voir la liste des auteurs).

1. ↑  (de) Bernd Sternal, Der alte Harz : Historische Fotos in vier Bänden, vol. 2 von Clausthal bis Ilsenburg, Books on Demand, 2021, 204 p. (ISBN 9783754331668, lire en ligne), p. 89